# O Porriño
Pour les articles homonymes, voir Porrino.
O Porriño (en galicien, et Porriño en espagnol) est une commune d'Espagne de la province de Pontevedra, en Galice.
La commune est traversée par une rivière, le Louro, affluent du Miño. Elle occupe le centre de la vallée de la Louriña.
La commune vit principalement de l'industrie, notamment grâce à ses carrières de granite, dont le granite rose de Porriño.

## Personnalités liées à la commune
- Gustavo Domínguez (1980-), coureur cycliste[1];
- Janet Novás (1982-), actrice.